# كياو زين لوين
كياو زين لوين (بالبورمية: ကျော်ဇင်လွင်)‏ هو لاعب كرة قدم ميانماري في مركز الدفاع، ولد في 4 مايو 1993 في Pyuntaza ‏ في ميانمار. شارك مع منتخب ميانمار تحت 23 سنة لكرة القدم ومنتخب ميانمار لكرة القدم. أما مع النوادي، فقد لعب مع Magwe F.C. ‏.

## وصلات خارجية
- كياو زين لوين على موقع قاعدة بيانات كرة القدم.إي يو (الإنجليزية)
- كياو زين لوين على موقع ناشيونال فوتبول تيمز (الإنجليزية)
- كياو زين لوين على موقع Soccerway.com (الإنجليزية)
- كياو زين لوين على موقع عالم كرة القدم.نت (الإنجليزية)